# Bury Me Here
«Entiérrame Aquí» título original en inglés: «Bury Me Here» es el decimotercer episodio de la séptima temporada de la serie de televisión de terror posapocalíptica The Walking Dead. Se estrenó el 12 de marzo de 2017 en Estados Unidos y Latinoamérica por las cadenas AMC y Fox Premium respectivamente. El 13 de marzo se estrenó en España también mediante el canal FOX. Alrick Riley fue el guionista de este capítulo mientras que Michael E. Satrazemis se encargó en dirigir el episodio.
El episodio se centra en el que la gente de la comunidad del El Reino ya no puede tolerar el orden hostil y la sumision agresiva por parte de Los Salvadores lo cual esto provoca a que Morgan tome cartas serias en este asunto. Este episodio marca las salidas de los actores recurrentes Logan Miller (Benjamin) y Karl Makinen (Richard), quienes participaron desde el segundo episodio de esta temporada, ya que sus personajes son asesinados durante el transcurso de la serie.

## Trama
El Rey Ezekiel (Khary Payton), Morgan (Lennie James), Richard (Karl Makinen) y un grupo de la comunidad del Reino se reúnen con los Salvadores para su entrega rutinaria de suministros, luego de pasar por un camino bloqueado con una tumba abierta cerca. El grupo llega tarde y solo ha entregado once melones en vez de doce. El líder del grupo, Gavin (Jayson Warner Smith), explica que les dará una lección para que entiendan lo que está en juego y le ordena a Jared (Joshua Mikel) que le dispare a alguien. Jared levanta su arma y le apunta a Richard, quien dice "solo hazlo", pero Jared mueve su mano en el último segundo antes de apretar el gatillo y le dispara a Benjamín (Logan Miller) en la pierna. Después de ser llevado rápidamente a la cabaña de Carol (Melissa McBride), Benjamín se desangra y finalmente muere. De vuelta en el lote urbano, donde encontraron el obstáculo, Morgan camina solo y comienza a desquiciarse, de una manera similar a su vida antes de aprender aikido, experimentando recuerdos de su hijo y esposa. Él contempla el suicidio, pero retrocede. Sin embargo, encuentra el melón escondido en una caja en la calle y se da cuenta de que Richard escondió intencionadamente el melón. Morgan regresa al Reino y se enfrenta a Richard, quien explica que planeó provocar a los salvadores para que lo mataran, ya que Gavin había prometido que sería el primero en morir si algo salía mal. Había esperado que su muerte por algo tan mezquino motive a Ezekiel a luchar contra los salvadores.
Al día siguiente, Ezekiel y los demás vuelven a encontrarse con los salvadores por una entrega para compensar el melón faltante. Debido a que Richard aún no le ha contado a Ezekiel la verdad, Morgan estrangula a Richard hasta la muerte y le dice a todos que Richard escondió el melón que falta para incitar a una guerra. Después de exponer el plan de Richard, Morgan le asegura a Gavin que él sabe lo que está en juego si las cosas van mal, a lo que Gavin asiente. Morgan arrastra el cadáver de Richard a la tumba abierta y lo entierra allí. Luego regresa a Carol y confiesa que Negan y los salvadores mataron a Abraham, Glenn, Spencer y Olivia. Él explica que Rick quiere pelear contra los salvadores y que por eso estaba en el Reino. Morgan se prepara para ir tras los salvadores y se compromete a matar "hasta el último", pero Carol lo convence de que se quede. Carol regresa al Reino y encuentra a Ezekiel, diciéndole que se está mudando al Reino. Ella le dice que deben luchar y prepararse para la guerra inminente, a lo que Ezekiel accede. De vuelta en la cabaña, Morgan se sienta solo en el porche, aparentemente cortando el extremo de su bastón de combate en una punta afilada.

## Producción
Los Actores Danai Gurira (Michonne), Norman Reedus (Daryl Dixon), Chandler Riggs (Carl Grimes), Lauren Cohan (Maggie Rhee), Andrew Lincoln (Rick Grimes), Christian Serratos (Rosita Espinosa), Alanna Masterson (Tara Chambler), Seth Gilliam (Gabriel Stokes), Sonequa Martin-Green (Sasha Williams), Jeffrey Dean Morgan (Negan), Austin Amelio (Dwight), Ross Marquand (Aaron), Tom Payne (Paul "Jesús" Rovia) y Xander Berkeley (Gregory) no estuvieron presente en este episodio pero igual son acreditados. El episodio marca las últimas apariciones de los actores recurrentes Logan Miller (Benjamin) y Karl Makinen (Richard) debido a que sus personajes fueron asesinados en el episodio, ambos actores formaron parte del elenco regular desde el segundo episodio de la séptima temporada.
.

## Recepción

### Recepción de la crítica
"Bury Me Here" recibió críticas positivas. En Rotten Tomatoes, posee un 83% con una media aritmética ponderada de 7.3 sobre 10, basado en 29 revisiones. El consenso del sitio dice: "Es un movimiento de las actuaciones de Lennie James y Melissa McBride por sus personajes por obtener en enfasis artistico para el arco de esta temporada en" Bury Me Here ", aunque el ritmo es lento y sus viajes parecen relativamente poco plausible. Muchos críticos notaron el desempeño emocional de James, así como McBride como los puntos culminantes del episodio.
Zack Handlen de The A.V. Club calificó el episodio como un B + y dijo: "El espectáculo ha hecho un esfuerzo para delinear las tensiones entre el Reino y Los Salvadores de manera pequeña pero creíble, y cuando ocurre la violencia, sucede de una manera que ninguno de los dos lados lo esperaba, pero parece totalmente inevitable en retrospectiva".
Liam Mathews de TV.com también revisó el episodio, diciendo: "Bury Me Here" fue un episodio frustrante de The Walking Dead. Todo lo que podrías haber esperado que ocurriera sucedió casi exactamente como habrías esperado.

## Calificaciones
El episodio recibió una puntuación de 4.9 en la clave 18-49 demográfica, con 10.68 millones de espectadores en total.